# Peltophorum venezuelense
Peltophorum venezuelense är en ärtväxtart som beskrevs av L.Cardenas och Al. Peltophorum venezuelense ingår i släktet Peltophorum och familjen ärtväxter. Inga underarter finns listade i Catalogue of Life.